# Uwrocie
Uwrocie, poprzeczniak – w rolnictwie pas o jednakowej szerokości wyznaczony po obu stronach pola służący do zawracania podczas wykonywania zabiegów agrotechnicznych (np. orki, siewu). Uwrocia zaoruje się w jednym roku na skład, a w następnym na rozorywkę.
Zbędne manewry na uwrociach mogą być eliminowane dzięki używaniu nawigacji satelitarnej, pozwalającej na wjazd w pole nie raz koło razu, ale np. co trzeci lub czwarty przejazd. Dzięki zoptymalizowanym ścieżkom przejazdu oszczędności paliwa i czasu przejazdu na uwrociach mogą wynieść ponad 40%.
Uwrociem nazywany też jest zwrot pługiem przy orce.